# La regola dell'amico
La regola dell'amico è un singolo degli 883, pubblicato nel 1997 come secondo estratto dall'album La dura legge del gol!.

## Descrizione
Il brano è stato usato quell'anno come sigla di Un disco per l'estate, e gli 883 hanno preso parte con questa canzone pure al Festivalbar.
Sempre nel 1997, il brano è stato premiato con il Telegatto di Vota la voce come "Canzone dell'estate".
La canzone è stata inserita anche negli album Gli anni, Mille grazie, TuttoMax, Max Live 2008 e Le canzoni alla radio.
Rispetto agli altri cd singoli questo è un maxi-sigle che è disponibile in versione CD o LP.

## Tracce
1. La regola dell'amico (Album version)
2. La regola dell'amico (Dance version)
3. La regola dell'amico (883 orchestra)
4. La regola dell'amico (Dance authority Mix)
5. La regola dell'amico (Silver Mix)
6. La regola dell'amico (Devotional Mix)
7. La regola dell'amico (Funky Dub Connection)
8. La regola dell'amico (Jingle 1)
9. La regola dell'amico (Jingle 2)
10. La regola dell'amico (Jingle 3)
11. La regola dell'amico (Jingle 4)
12. La regola dell'amico (The end)

## Formazione
- Max Pezzali - voce
- Michele Monestiroli - sassofono, cori
- Daniele Moretto - tromba, cori
- Saturnino - basso